# Monthly Shōnen Jump
Monthly Shōnen Jump (月刊少年ジャンプ, Gekkan Shōnen Janpu) est un magazine de prépublication de mangas mensuel de type shōnen édité par la Shūeisha. Publié de février 1970 à juin 2007, il avait été créé à la suite du succès du magazine hebdomadaire Weekly Shōnen Jump. Il a depuis été remplacé par le Jump Square.

## Histoire
Le magazine Monthly Shōnen Jump commence sa publication comme un numéro dérivé du Weekly Shōnen Jump sous le titre Bessatsu Shōnen Jump.
Le deuxième numéro sort sous le titre Monthly Shōnen Jump, qui trouve le succès et devient un magazine de manga indépendant du Weekly Shōnen Jump.
Un magazine dérivé, Hobby's Jump, est publié avec un total de 16 numéros sortis entre 1983 et 1988,. Un autre magazine dérivé, Go!Go! Jump, collaboration entre le Weekly Jump et le Monthly Jump, est publié en 2005 avec un unique numéro sorti.
Le 22 février 2007, Shūeisha annonce que la publication Monthly Jump cessera avec le numéro de juillet sorti le 6 juin 2007, remplacé par le Jump Square dont la publication débute le 2 novembre 2007,.